# Ilog
Ilog is een gemeente in de Filipijnse provincie Negros Occidental. Aan het einde van de achttiende eeuw was Ilog de hoofdstad van de provincie Negros Occidental. Bij de laatste census in 2007 had de gemeente ruim 53 duizend inwoners.

## Geografie

### Bestuurlijke indeling
Ilog is onderverdeeld in de volgende 15 barangays:
| - Andulauan - Balicotoc - Bocana - Calubang - Canlamay - Consuelo - Dancalan - Delicioso | - Galicia - Manalad - Pinggot - Barangay I - Barangay II - Tabu - Vista Alegre |

## Demografie
Ilog had bij de census van 2007 een inwoneraantal van 53.460 mensen. Dit zijn 6.935 mensen (14,9%) meer dan bij de vorige census van 2000. De gemiddelde jaarlijkse groei komt daarmee uit op 1,93%, hetgeen lager is dan het landelijk jaarlijks gemiddelde over deze periode (2,04%). Vergeleken met de census van 1995 is het aantal mensen met 9.555 (21,8%) toegenomen.